# Prolepsis (geslacht)
Prolepsis is een vliegengeslacht uit de familie van de roofvliegen (Asilidae).

## Soorten
- P. colalao Lamas, 1973
- P. costaricensis Lamas, 1973
- P. crabroniformis (Schiner, 1867)
- P. chalcoprocta (Loew, 1866)
- P. elotensis (Martin, 1966)
- P. fax (Lynch Arribálzaga, 1881)
- P. fenestrata Macquart, 1838
- P. funebris Lamas, 1973
- P. huatajata Lamas, 1973
- P. indecisa Lamas, 1973
- P. lucifer (Wiedemann, 1828)
- P. martini Lamas, 1973
- P. pluto (Lynch Arribálzaga, 1881)
- P. pseudopluto Lamas, 1973
- P. rosariana (Carrera, 1959)
- P. sandaraca (Martin, 1966)
- P. tristis (Walker, 1851)